# Кучевице
Кучевице (до 1991. године Кућевице) су насељено место у саставу општине Нетретић у Карловачкој жупанији, Република Хрватска.

## Историја
До територијалне реорганизације у Хрватској налазиле су се у саставу старе општине Дуга Реса.

## Становништво
На попису становништва 2011. године, Кучевице су имале 119 становника.

## Попис1991.
На попису становништва 1991. године, насељено место Кућевице је имало 242 становника, следећег националног састава:
| Попис 1991.‍  | Попис 1991.‍  | Попис 1991.‍ | Попис 1991.‍ | Попис 1991.‍ |
| ------------ | ------------ | ----------- | ----------- | ----------- |
|              |              |             |             |             |
| Хрвати       | Хрвати       |             | 226         | 93,38%      |
| Словенци     | Словенци     |             | 2           | 0,82%       |
| регион. опр. | регион. опр. |             | 1           | 0,41%       |
| непознато    | непознато    |             | 13          | 5,37%       |
| укупно: 242  |              |             |             |             |